# Трибромгерман
Трибромгерман — неорганическое соединение, германиевый аналог бромоформа с формулой GeHBr3, бесцветная жидкость, дымящаяся на воздухе, гидролизуются в воде.

## Получение
- Действие нагретого бромистого водорода на металлический германий:

{\displaystyle {\mathsf {2Ge+3HBr\ {\xrightarrow {400^{o}C}}\ GeHBr_{3}+H_{2}}}}
- или на бромид германия(II):

{\displaystyle {\mathsf {GeBr_{2}+HBr\ {\xrightarrow {}}\ GeHBr_{3}}}}

## Физические свойства
Трибромгерман это бесцветная жидкость, дымящаяся на воздухе.

## Химические свойства
- Гидролизуется водой:

{\displaystyle {\mathsf {GeHBr_{3}+H_{2}O\ \rightleftarrows {}\ GeO+3HBr}}}
- Разлагается щелочами:

{\displaystyle {\mathsf {GeHBr_{3}+5NaOH\ \rightleftarrows {}\ Na_{2}[Ge(OH)_{4}]+3NaBr+H_{2}O}}}
- При незначительном нагревании разлагается:

{\displaystyle {\mathsf {GeHBr_{3}\ {\xrightarrow {T}}\ GeBr_{2}+HBr}}}